# Lubuk Sakti
Lubuk Sakti is een bestuurslaag in het regentschap Ogan Ilir van de provincie Zuid-Sumatra, Indonesië. Lubuk Sakti telt 1983 inwoners (volkstelling 2010).